# Richard Todd
Richard Andrew Palethorpe Todd (Dublin, 11 juni 1919 - Grantham, 3 december 2009) was een in Ierland geboren Brits acteur. Hij werd in 1950 genomineerd voor een Academy Award voor zijn hoofdrol als Cpl. Lachlan 'Lachie' MacLachlan in The Hasty Heart. Voor diezelfde vertolking werd hij tevens genomineerd voor de Golden Globe voor beste acteur en won hij daadwerkelijk de Golden Globe voor meest veelbelovende nieuwkomer.
Todd maakte officieel zijn film- en acteerdebuut in Good Morning, Boys uit 1937, maar verscheen in de eerste drie titels op zijn cv alleen als figurant. Hij debuteerde 'echt' in 1949, als Herbert Edward Logan in het misdaaddrama For Them That Trespass . Het aantal filmrollen achter zijn naam liep vervolgens op tot boven de vijftig.
Sinds zijn rol in de film Murder One uit 1988 verscheen Todd voornamelijk nog in eenmalige gastrollen in verschillende televisieseries. Zo was hij in 1989 te zien in een aflevering van Murder, She Wrote, in 2000 in Silent Witness, in 2003 in Midsomer Murders en in 2007 in Heartbeat.

## Privéleven
Tijdens de Tweede Wereldoorlog diende Todd in het Britse leger. Hij behoorde tot de 6e Luchtlandingsdivisie en was een van de eerste Britse officieren die in Normandië gedropt werden op D-Day. Zijn troepen speelden een belangrijke rol bij de verdediging van de Pegasusbrug. In de film The Longest Day vertolkte Todd de rol van John Howard, die destijds de aanval op de Pegasusbrug leidde.
Hij was ook nauw betrokken bij het 617e Squadron RAF nadat hij in de film The Dam Busters hun eerste commandant, Wing Commander Guy Gibson, had vertolkt. Tot op hoge leeftijd was hij bij jubilea van het Squadron aanwezig.
Todd was van 1949 tot en met 1970 getrouwd met Catherine Stewart Crawford Grant-Bogle, met wie hij twee kinderen kreeg. Hij hertrouwde in het jaar van zijn scheiding met model Virginia Mailer. Hun huwelijk duurde tot 1992 en bracht eveneens twee kinderen voort.
In 1997 pleegde Seamus Palethorpe-Todd, de zoon die hij kreeg met Mailer, zelfmoord door zichzelf door het hoofd te schieten. Acht jaar later pleegde ook Todds oudste zoon Peter, gekregen met Grant-Bogle, zelfmoord.

## Filmografie
*Exclusief televisiefilms
| - Murder One (1988) - House of the Long Shadows (1983) - Las flores del vicio (1979, aka The Sky Is Falling) - Home Before Midnight (1979) - The Big Sleep (1978) - No. 1 of the Secret Service (1977) - Asylum (1972) - Dorian Gray (1970) - Subterfuge (1968) - Last of the Long-haired Boys (1968) - The Love-Ins (1967) - Blood Bath (1966) - The Battle of the Villa Fiorita (1965) - Operation Crossbow (1965) - Death Drums Along the River (1963) - Coast of Skeletons (1963) - The Boys (1962) - The Longest Day (1962) - Le crime ne paie pas (1962, aka Crime Does Not Pay) - The Very Edge (1962) - The Hellions (1961) - Don't Bother to Knock (1961) - The Long and the Short and the Tall (1961) - Never Let Go (1960) - Danger Within (1959) - Intent to Kill (1958) | - The Naked Earth (1958) - Chase a Crooked Shadow (1958) - Saint Joan (1957) - Yangtse Incident: The Story of H.M.S. Amethyst (1957) - D-Day the Sixth of June (1956) - Marie-Antoinette reine de France (1956) - The Virgin Queen (1955) - The Dam Busters (1955) - A Man Called Peter (1955) - Secrets d'alcôve (1954, aka The Secrets of the Bed) - Rob Roy, the Highland Rogue (1953) - The Sword and the Rose (1953) - Venetian Bird (1952) - 24 Hours of a Woman's Life (1952) - The Story of Robin Hood and His Merrie Men (1952) - Lightning Strikes Twice (1951) - Flesh & Blood (1951) - Portrait of Clare (1950) - Stage Fright (1950) - The Hasty Heart (1949) - The Interrupted Journey (1949) - For Them That Trespass (1949) - A Yank at Oxford (1938) - Old Bones of the River (1938) - Good Morning, Boys (1937) |

## Televisieseries
*Exclusief eenmalige gastrollen
- Doctor Who - Sanders (1982, vier afleveringen)
- Boy Dominic -Capt. Charles Bulman (1974-1976, veertien afleveringen)

- Biblioteca Nacional de España: XX1549805
- Bibliothèque nationale de France: cb147023158 (data)
- Gemeinsame Normdatei: 13791931X
- International Standard Name Identifier: 0000 0001 1038 3250
- Library of Congress Control Number: n84002548
- MusicBrainz: 576b2a66-90ef-4177-bbda-3488ef605409
- Nationale Bibliotheek van Tsjechië: xx0182042
- Nationale bibliotheek van Australië: 35155526
- Nationale Bibliotheek van Israël: 987007423851705171
- Nederlandse Thesaurus van Auteursnamen: 072571187
- SNAC: w6k97czz
- Système universitaire de documentation: 14458381X
- Trove: 844896
- Virtual International Authority File: 11236362
- WorldCat: E39PBJwX6qGx6YdvrqGxHX8t8C